# رقص آوای کوئنجی

رقص آوای کوئنجی (به ژاپنی: 高円寺阿波おどり)، یکی از بزرگ‌ترین فستیوال‌های خیابانی تابستانی توکیو با بیش از ۱۲۰۰۰ شرکت‌کننده تیم رقص و بیش از ۱٫۲ میلیون بازدیدکننده در این رویداد دو روزه است.
این جشنواره رقص آوا که در و اطراف کوئنجی، سوگینامی-کو، توکیو برگزار می‌شود، بزرگ‌ترین در نوع خود خارج از استان توکوشیما است.

## نگارخانه

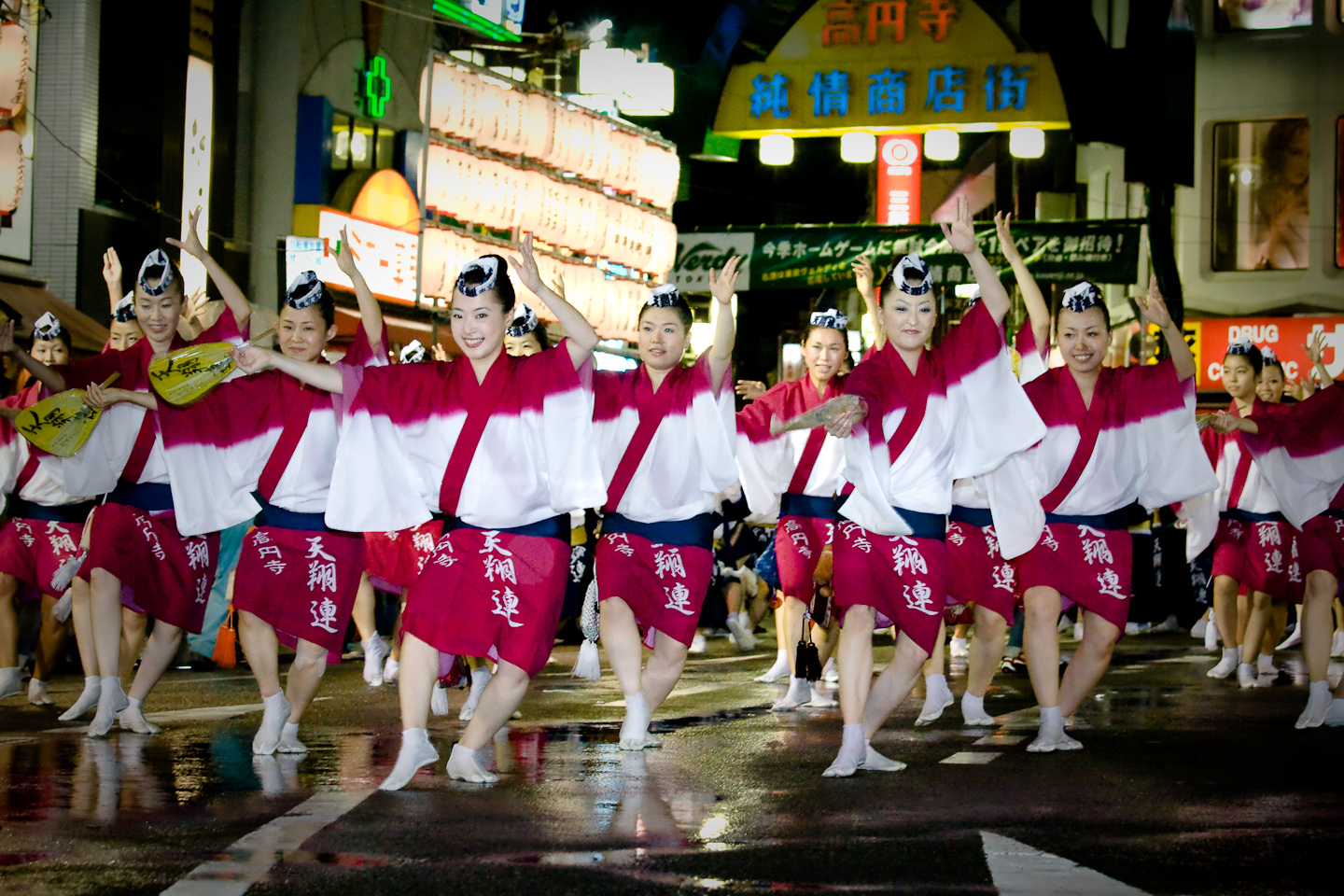
تیم رقص زن (جزئی از رن)
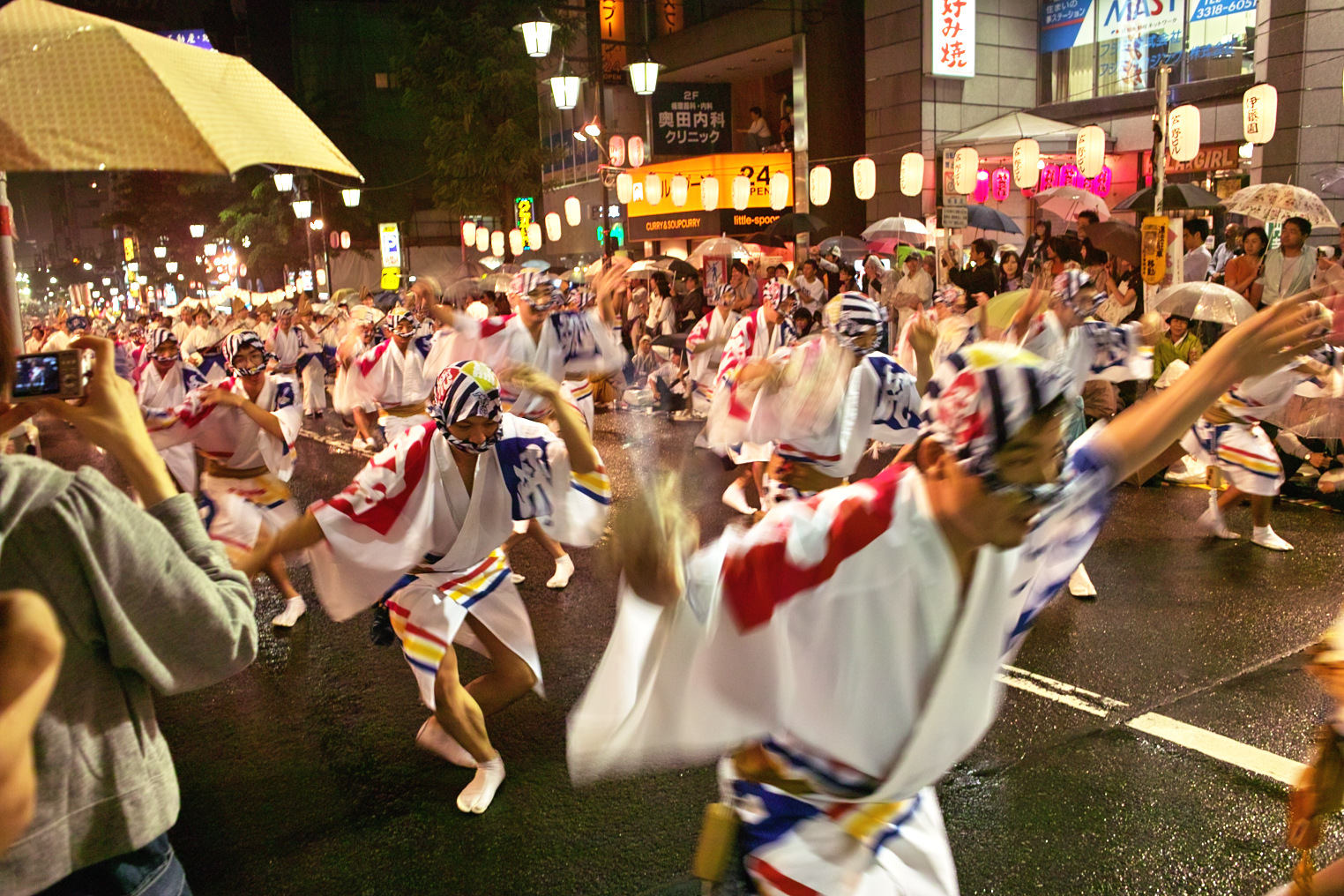
تیم رقص مرد (یکی از رن)
- فیلم رقص آوای کوئنجی